# Задорожній (Бєлгородська область)
Задорожній (рос. Задорожный) — селище у Красноярузькому районі Бєлгородської області Російської Федерації.
Населення становить 120 осіб. Входить до складу муніципального утворення Ілек-Пеньковське сільське поселення.

## Історія
Населений пункт розташований у східній частині української суцільної етнічної території — східній Слобожанщині.
Згідно із законом від 20 грудня 2004 року № 159 від 20 грудня 2004 року органом місцевого самоврядування є Ілек-Пеньковське сільське поселення.

## Населення
| 2002 | 2010 |
| ---- | ---- |
| 151  | ↘120 |